# Nitreto de berílio
Nitreto de berílio é o composto de fórmula química Be3N2.